# نادي لنفيربول
للنفيربولل (للنفيربوللغوينغيلل) (بالإنجليزية: Llanfairpwll F.C.)‏ هي فرقة كرة قدم تقع في المملكة المتحدة في .